# Структура управления
Структура управления — институциональное образование, в рамках которого обеспечивается целостность транзакций. Могут применять к понятию Структура управления организацией, фирмой, предприятием или любым другим юридическим лицом.

## Элементы

Иерархическая структура управления

Существует 3 основополагающих элемента структуры управления:
1. Звено — должность, специализация или подразделение.
2. Связи — промежуточный связующий компонент структуры между всеми элементами
3. Уровни управления

## Классификация
По характеру связей:
- Линейная структура управления

У каждого объекта управления может быть лишь один субъект управления.
- Иерархическая структура управления

Вертикальные связи в организации преобладают над горизонтальными
По способу выделения отделов:
- Линейно-функциональная структура управления

Выделяются отделы, выполняющие определённые функции.
- Проектная структура управления

Выделяются отделы, занимающиеся определёнными проектами.